# Woodland (Califòrnia)
Woodland és una població dels Estats Units a l'estat de Califòrnia. Segons el cens del 2007 tenia 53.690 habitants.

## Demografia
Segons el cens del 2000, Woodland tenia 49.151 habitants, 16.751 habitatges, i 12.278 famílies. La densitat de població era de 1.840,7 habitants/km².
Dels 16.751 habitatges en un 40,1% hi vivien nens de menys de 18 anys, en un 54,8% hi vivien parelles casades, en un 12,9% dones solteres, i en un 26,7% no eren unitats familiars. En el 21% dels habitatges hi vivien persones soles el 8,4% de les quals corresponia a persones de 65 anys o més que vivien soles. El nombre mitjà de persones vivint en cada habitatge era de 2,89 i el nombre mitjà de persones que vivien en cada família era de 3,37.
Per edats la població es repartia de la següent manera: un 29,7% tenia menys de 18 anys, un 9,6% entre 18 i 24, un 30,3% entre 25 i 44, un 19,9% de 45 a 60 i un 10,5% 65 anys o més.
L'edat mediana era de 32 anys. Per cada 100 dones de 18 o més anys hi havia 92,5 homes.
La renda mediana per habitatge era de 44.449 $ i la renda mediana per família de 48.689 $. Els homes tenien una renda mediana de 34.606 $ mentre que les dones 27.086 $. La renda per capita de la població era de 18.042 $. Entorn del 9,2% de les famílies i l'11,9% de la població estaven per davall del llindar de pobresa.

## Poblacions més properes
El següent diagrama mostra les poblacions més properes.